# Prix Føroyar
Der Prix Føroyar war der nationale Rock- und Pop-Wettbewerb auf den Färöern und wurde vom Haus des Nordens, Kringvarp Føroya und dem Føroya Undirhaldstónleikarafelag von 1995 bis 2005 veranstaltet.
Der Prix, wie er von den Färingern genannt wird, wurde 1995 das erste Mal ausgetragen und fand seitdem alle zwei Jahre statt. Nachdem dort bereits Stars wie Eivør Pálsdóttir und Teitur Lassen die Grundsteine für ihre Karriere legen konnten, erfreute sich der Prix immer mehr internationaler Aufmerksamkeit.
Seit Beginn wurde der Prix Føroyar im nationalen Radio Útvarp Føroya und Fernsehen Sjónvarp Føroya ausgestrahlt. 2005 war er weltweit live über das Internet bei portal.fo zu erleben.

## Gewinner
- 1995: Moirae mit Terji Rasmussen
- 1997: Mark No Limits mit Teitur Lassen
- 1999: TAXI
- 2001: Clickhaze mit Eivør Pálsdóttir, Mikael Blak, Høgni Lisberg, Petur Pólson und Jón Tyril
- 2003: Gestir
- 2005: GoGo Blues (Entscheidung am 23. April auf dem Atlantic Music Event)

## Prix 2005
Mit dem Finale am 23. April in Tórshavn erhält der Prix Føroyar den Namen Atlantic Music Event – ein Zugeständnis an seine gewachsene internationale Bedeutung für die hiesige Musikszene.
Von den 36 Gruppen, die sich für den diesjährigen Prix beworben hatten, kamen 24 in die Vorrunde, wo sie auf vier Konzerten in Fuglafjørður auftraten, und jeweils 2 Gruppen die Qualifikation für das Halbfinale am 2. April in Tvøroyri erreichten. Dort wurden drei Gruppen vom Volk per SMS als Finalisten auserkoren: Terji Rasmussen & Band, Eyðun Nolsøe und GoGo Blues (Gewinner).
Auffallend ist hierbei, dass das alles etablierte Musiker sind (mit Ausnahme des Leadsängers von GoGo Blues), sodass auch Kritik laut wurde, ob man den Wettbewerb nicht generell auf den Nachwuchs ausrichten sollte.

## Das Ende
Am 21. September 2006 meldete das färöische Radio das Aus für den Prix Føroyar. Der Rundfunk will sich mehr auf andere Veranstaltungen konzentrieren, während das Haus des Nordens ein neues Konzept entwickeln will, das aber kein Wettbewerb mehr sein soll.
Bereits am Vortag erklärte der ehemalige Clickhaze-Gründer und heutige Konzertveranstalter Jón Tyril, dass die Zeit des Prix vorbei sei, wo er gebraucht wurde, die färöische Musikszene zu entwickeln. Diese sei jetzt so ausgebildet, dass man sich besser anderen Dingen zuwenden sollte. Tyril selbst ist Veranstalter der färöischen Ausscheidungswettbewerbe zum Global Battle of the Bands, bei dem die Färöer 2005 in London erfolgreich teilnahmen.